# Uomo Talpa
L'Uomo Talpa (in inglese Mole Man), il cui vero nome è Harvey Rupert Elder, è un personaggio dei fumetti, creato da Stan Lee (testi) e Jack Kirby (disegni), pubblicato dalla Marvel Comics. È un supercriminale nemico dei Fantastici Quattro, il primo avversario che devono affrontare nel primo numero di Fantastic Four (novembre 1961).

## Biografia del personaggio
Elder era uno scienziato che esplorava il sottosuolo alla ricerca di un mitico regno sotterraneo, e per questo era oggetto di scherno, oltre che per il suo brutto aspetto.
Quando finalmente trova quello che cerca, la luce emanata dai cristalli presenti lo rende cieco. Da allora adotta il soprannome di Uomo Talpa e rimane sottoterra, dove crea un esercito di mostri per invadere la superficie. Invia un mostro gigantesco a distruggere New York, ma viene fermato dai Fantastici Quattro. In seguito lui e il noto quartetto di supereroi si sono scontrati più volte, ma è sempre stato sconfitto.
Ultimamente si è scontrato anche con i Potenti Vendicatori, causando addirittura un blackout mondiale.

### House of M
Nell'universo di House of M creato da Scarlet è noto come Re Talpa ed il suo regno prende il nome di Molvia. Viene ucciso dal Dottor Destino e dal suo Spaventoso Quartetto all'inizio dell'albo a loro dedicato.

## Poteri e abilità
L'Uomo Talpa ha ai suoi ordini un esercito di mostri. Inoltre ha una specie di udito radar che, grazie alle sue piccole dimensioni e alla sua agilità, gli permette di scansare attacchi di nemici ben più possenti di lui come la Cosa.

## Versione Ultimate
In Ultimate Fantastic Four è uno scienziato del Baxter Building e si chiama Arthur Molekevic.
È innamorato di Susan Storm ed è giunto ai resti sotterranei di Atlantide.

## Altri media

### Cinema
- Nel 2015 viene prodotto un reboot dei precedenti film dedicati ai Fantastici Quattro, ovvero Fantastic 4 - I Fantastici Quattro. In questo lungometraggio cinematografico compare per la prima volta il personaggio del Dr. Harvey Allen come antagonista secondario del film, interpretato dall'attore Tim Blake Nelson. Nelson originariamente avrebbe dovuto interpretare Harvey Elder nel film, ma il cognome del personaggio è stato infine cambiato in Allen.[3]
- L'Uomo Talpa ricomparirà nuovamente nel trentasettesimo film del Marvel Cinematic Universe I Fantastici Quattro - Gli inizi (2025), interpretato da Paul Walter Hauser.

### Televisione
- L'Uomo Talpa è sempre apparso nelle serie animate dei Fantastici Quattro, tra cui I Fantastici Quattro, The Fantastic Four, I Fantastici Quattro e I Fantastici 4 - I più grandi eroi del mondo.
- Il personaggio è apparso anche nelle altre serie animate The Marvel Super Heroes, L'Uomo Ragno, Super Hero Squad Show e Hulk e gli agenti S.M.A.S.H..